# Rio Bărbat
O Rio Bărbat é um rio da Romênia afluente do Rio Strei, localizado no distrito de Hunedoara.